# Virotia angustifolia
Virotia angustifolia är en tvåhjärtbladig växtart som först beskrevs av Virot, och fick sitt nu gällande namn av P.H.Weston & A.R.Mast. Virotia angustifolia ingår i släktet Virotia och familjen Proteaceae. Inga underarter finns listade i Catalogue of Life.